# Delia gansuensis
Delia gansuensis är en tvåvingeart som beskrevs av Fan 1988. Delia gansuensis ingår i släktet Delia och familjen blomsterflugor. Inga underarter finns listade i Catalogue of Life.